# Dominique Blanchet

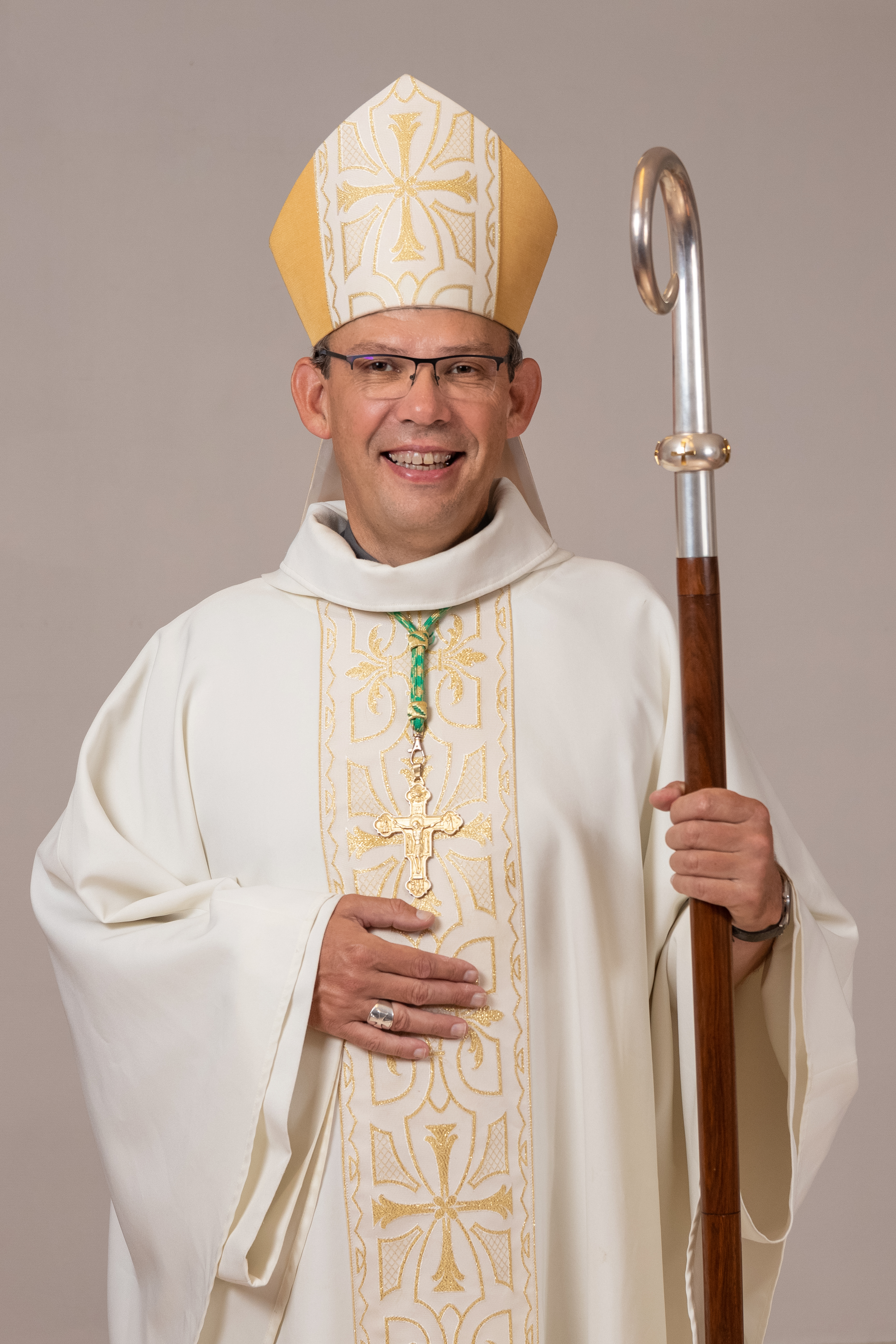
Dominique Blanchet, 2018

Dominique Marie Joseph Blanchet IdP (* 15. Februar 1966 in Cholet, Frankreich) ist ein französischer Geistlicher und römisch-katholischer Bischof von Créteil.

## Leben
Dominique Blanchet empfing am 27. Juni 1999 durch Bischof Jean Orchampt das Sakrament der Priesterweihe für das Bistum Angers.
Blanchet gehört dem Säkularinstitut Istituto del Prado an. Bis zu seiner Ernennung zum Bischof war er Generalvikar des Bistums Angers.
Papst Franziskus ernannte ihn am 21. Mai 2015 zum Bischof von Belfort-Montbéliard. Die Bischofsweihe spendete ihm der Erzbischof von Besançon, Jean-Luc Bouilleret, am 12. Juli desselben Jahres. Mitkonsekratoren waren sein Amtsvorgänger Claude Schockert und der Bischof von Angers, Emmanuel Delmas. Im April 2019 wurde Blanchet zum Vizepräsidenten der Französischen Bischofskonferenz gewählt.
Am 9. Januar 2021 ernannte ihn Papst Franziskus zum Bischof von Créteil. Die Amtseinführung fand am 28. Februar desselben Jahres statt.
Papst Leo XIV. ernannte ihn am 21. Mai 2025 zum Prälaten der Mission de France.